# チンパン (料理)
チンパン(Jjinppang)は、通常粒あんを詰めた蒸しパンである。伝統的なチンパンは、マッコリ中のパン酵母で発酵させたサワードウを用いるが、ホパン等最近のものは、無発酵の生地で作るものも多い。温かいチンパンは含水量が多いため、焼いたパンよりも柔らかいが、冷めると固くなる。そのため、熱いうちに食べることが勧められる。固くなったチンパンは、食べる前に再度蒸すことができる。
チンパンは、江原特別自治道横城郡安興の名産品である。この町には、安興チンパン村があり、安興チンパンを作る17の業者が所在している。また、1999年から毎年10月に、この町で安興チンパン祭が行われている。

## 種類
- 安興チンパン - マッコリの酵母で発酵させたサワードウを用いた伝統的な製法のチンパン。安興の名物。
- Gamgyulチンパン - 済州島で販売される、ウンシュウミカンを用いた橙色のチンパン[8]。
- ホパン - こし餡のチンパン
- ベゴディア - 高麗人の子孫で、かつてのソビエト連邦に住む朝鮮人の料理[9]。